# Torre d'en Seguer
La Torre d'en Seguer o Torre d'en Segur és una obra de Tarragona inclosa a l'Inventari del Patrimoni Arquitectònic de Catalunya.

## Descripció
Torre de guaita cilíndrica, de menys de 5 m de diàmetre i 9 d'alçada. Envoltada per un habitatge unifamiliar modern que l'ha reutilitzat sense alterar-la (any 1989). Conserva el matacà de pedra a la cara de la muntanya. Restes de la fàbrica de maçoneria arrebossada. Els merlets no són originals.